# Cirrhorheuma trossula
Cirrhorheuma trossula là một loài bướm đêm trong họ Geometridae.